# Cicindelidia politula
Cicindelidia politula es una especie de escarabajo del género Cicindelidia, familia Carabidae. Fue descrita por LeConte en 1875.
Se encuentra en terrenos arcillosos o calcáreos. Hay cinco subespecies, algunas consideradas en peligro. Habita en México y los Estados Unidos.